# Liste des cuirassés et croiseurs de bataille coulés pendant la Seconde Guerre mondiale
Cette page donne la liste des cuirassés et croiseurs de bataille coulés pendant la Seconde Guerre mondiale.
Au total, 29 cuirassés et croiseurs de bataille ont été coulés pendant la Seconde Guerre mondiale. Les pertes se répartissent comme suit :
- Marine impériale japonaise : 10 coulés
- Royal Navy : 5 coulés
- Kriegsmarine : 5 coulés
- Marine nationale : 4 coulés
- Regia Marina : 2 coulés
- United States Navy : 2 coulés
- Marine soviétique : 1 coulé

| Nom               | Pays                       | jour et mois | An   | Lieu                                          | dégâts                 | Pays vainqueur et moyens         | Remarques |
| ----------------- | -------------------------- | ------------ | ---- | --------------------------------------------- | ---------------------- | -------------------------------- | --- |
| Royal Oak         | Royal Navy                 | 14 octobre   | 1939 | Rade de Scapa Flow                            | Coulé                  | U-Boot                           | Coulé par l'U-47 |
| Admiral Graf Spee | Kriegsmarine               | 17 décembre  | 1939 | Au large de Montevideo (Uruguay)              | Endommagé puis sabordé | croiseurs, puis sabordage        | Les croiseurs HMS Ajax et HMS Achilles, renforcés par le HMS Exeter, l'ont endommagé. Il se réfugie dans le port neutre de Montevideo et, obligé d'en sortir, se saborde en évitant le combat. |
| Bretagne          | Marine nationale française | 3 juillet    | 1940 | Mers el Kébir                                 | Coulé                  | Cuirassés                        | Lors de la bataille de Mers el-Kébir, le cuirassé Bretagne, atteint par une salve britannique, prend feu puis explose. Il chavire et coule en quelques minutes, entraînant avec lui dans la mort 997 marins de son équipage. |
| Conte di Cavour   | Regia Marina               | 11 novembre  | 1940 | Tarente                                       | Hors-service           | Aviation                         | Opération Judgement. |
| Hood              | Royal Navy                 | 24 mai       | 1941 | Océan Atlantique                              | Coulé                  | Cuirassé                         | Coulé par le Bismarck |
| Bismarck          | Kriegsmarine               | 27 mai       | 1941 | Océan Atlantique                              | sabordé                | Avions et navires puis sabordage | Une plongée effectuée en 2002 sur l’épave, lors du tournage du film Expedition: Bismarck, montre l’absence de dommages sous la ligne de flottaison et confirme qu’aucun obus ou torpille n'avait pénétré le blindage du navire. La thèse allemande du sabordage est définitivement admise après le visionnage des images.                                                                                       |
| Marat             | Marine soviétique          | 23 septembre | 1941 | Kronstadt                                     | Hors-service           | Aviation                         | Touché par une bombe de 1 000 kg, il reste émergé et son épave continue de servir de plate-forme de tir lors du siège de Léningrad. |
| Barham            | Royal Navy                 | 25 novembre  | 1941 | Mer Méditerranée                              | Coulé                  | U-Boot                           | Touchés par 3 torpilles de l'U-331 |
| Arizona           | US Navy                    | 7 décembre   | 1941 | Pearl Harbor                                  | Coulé                  | Aviation                         | Attaque de Pearl Harbor |
| Oklahoma          | US Navy                    | 7 décembre   | 1941 | Pearl Harbor                                  | Coulé                  | Aviation                         | Attaque de Pearl Harbor |
| HMS Repulse       | Royal Navy                 | 10 décembre  | 1941 | Mer de Chine méridionale                      | Coulé                  | Aviation                         | Coulé au large des îles Anambas lors de la bataille de la Malaisie. |
| Prince of Wales   | Royal Navy                 | 10 décembre  | 1941 | Mer de Chine méridionale                      | Coulé                  | Aviation                         | Coulé le long des côtes de Kuantan lors de la bataille de la Malaisie. |
| Hiei              | Marine impériale japonaise | 13 novembre  | 1942 | Au large de Guadalcanal                       | Coulé                  | Navires et aviation              | Lors de la bataille navale de Guadalcanal, il est touché par des obus des croiseurs USS San Francisco et USS Portland, et par deux torpilles du destroyer USS Sterett (en). Il est coulé après 70 attaques des avions d'Henderson Field, de l'USS Enterprise et du groupe de bombardement lourd d'Espiritu Santo.                                                                                               |
| Kirishima         | Marine impériale japonaise | 15 novembre  | 1942 | Îles Salomon                                  | Coulé                  | Navires                          | Lors de la bataille navale de Guadalcanal, il est touché par 9 des 75 obus tirés par le cuirassé USS Washington. Le Kirishima coule au nord-ouest de l'île de Savo. |
| Dunkerque         | Marine nationale française | 27 novembre  | 1942 | Port militaire de Toulon                      | Coulé                  | Sabordé                          | Mis hors de combat par la Royal Navy le 3 juillet 1940 à Mers el Kébir puis sabordé à Toulon le 27 novembre 1942. |
| Provence          | Marine nationale française | 27 novembre  | 1942 | Port militaire de Toulon                      | Coulé                  | Sabordé                          | Mis hors de combat par la Royal Navy à Mers el Kébir le 3 juillet 1940 puis sabordé Toulon le 27 novembre 1942 |
| Strasbourg        | Marine nationale française | 27 novembre  | 1942 | Port militaire de Toulon                      | Coulé                  | Sabordé                          | Sabordé à Toulon le 27 novembre 1942 |
| Mutsu             | Marine impériale japonaise | 8 juin       | 1943 | Océan Pacifique                               | Coulé                  | Accident                         | Coulé à 3 km au Nord de l'île d'Oshima à la suite d'une terrible explosion, accidentelle, dans une soute à munition. |
| Roma              | Regia Marina               | 9 septembre  | 1943 | Île d'Asinara                                 | Coulé                  | Aviation bombe volante Fritz X   | À la proclamation de l'armistice italien, la flotte italienne quitte La Spezia pour la base de La Maddalena en Sardaigne. Des Dornier Do 217s de la Luftwaffe, armés de bombes volantes X Fritz radio-pilotées, qui ont décollé d'aérodromes du sud de la France, attaquent alors la flotte italienne au large de l'île d'Asinara. Les Allemands ayant débarqué à La Maddalena, la flotte s'est rendue à Malte. |
| Scharnhorst       | Kriegsmarine               | 26 décembre  | 1943 | Au large du cap Nord                          | Coulé                  | Avions et cuirassé               | Durant la bataille du cap Nord, le Scharnhorst attaque un convoi allié et se retrouve seul face aux croiseurs de la 10e escadre : HMS Belfast, HMS Sheffield, HMS Norfolk, à la 36th Destroyer Division et des cuirassés HMS Duke of York et HMS King George V. |
| Musashi           | Marine impériale japonaise | 24 octobre   | 1944 | Océan Pacifique                               | Coulé                  | Aviation                         | Il fut coulé lors de la bataille du golfe de Leyte par les appareils des porte-avions américains de la 3e flotte (Amiral Halsey) après avoir reçu 18 bombes lourdes et 20 torpilles. |
| Yamashiro         | Marine impériale japonaise | 25 octobre   | 1944 | Philippines                                   | Coulé                  | Aviation et navires              | Coulé lors de la bataille du Détroit de Surigao, recevant 4 torpilles tirées par les destroyers et de nombreux obus de 356 et 406 mm de la part des cuirassés et croiseurs américains. |
| Fuso              | Marine impériale japonaise | 25 octobre   | 1944 | Philippines                                   | Coulé                  | Aviation et navires              | Coulé lors de la bataille du Détroit de Surigao, après avoir reçu 1 ou 2 torpilles tirées par le destroyer USS Melvin (en) 2 tourelles explosent puis le croiseur lourd USS Louisville le coule. |
| Tirpitz           | Kriegsmarine               | 12 novembre  | 1944 | Norvège                                       | Hors-service           | Aviation Bombe Tallboy .         | Le navire est atteint 3 fois lors de l'Opération Catechism effectué par des Avro Lancaster des 9e Squadron RAF (en) et 617e Squadron RAF équipé de Tallboy, des bombes perforantes de 5 tonnes |
| Kongō             | Marine impériale japonaise | 21 novembre  | 1944 | Détroit de Taïwan                             | Coulé                  | Sous-marin                       | Coulé au large de Formose par le sous-marin USS Sealion |
| Gneisenau         | Kriegsmarine               | 28 mars      | 1945 | Gotenhafen alors incorporé au Troisième Reich | Coulé                  | Sabordé                          | Alors en cale sèche à Kiel il est attaqué, le 27 février 1942, par 178 bombardiers de la RAF. Gravement endommagé il parvient à rejoindre Gotenhafen où il reste inutilisé, avant d'être coulé comme blockship dans le port le 27 mars 1945 alors que l'Armée rouge avance sur la ville. |
| Yamato            | Marine impériale japonaise | 7 avril      | 1945 | Mer de Chine orientale                        | Coulé                  | Aviation                         | Lors de l'opération Ten-Gō, la flotte japonaise est interceptée par l'aviation américaine. Le Yamato, est frappé par au moins 8 bombes et 13 torpilles, explose, chavire et coule à quelque 200 km d'Okinawa. |
| Ise               | Marine impériale japonaise | 28 juillet   | 1945 | Kure Japon                                    | Coulé                  | Aviation                         | Lors de l'attaque du port de Kure, l'Ise touché par 2 bombes est remorqué au sud de Kure et sert de batterie anti-aérienne flottante. Le 24 juillet 1945, il est attaqué par 60 avions de l'USS Ranger puis le 28 juillet par les Corsair F4U de l'USS Hancock. Touché par 5 bombes de 454 kg et 11 autres plus petites, il sombre en eau peu profonde.                                                         |
| Hyūga             | Marine impériale japonaise | 28 juillet   | 1945 | Kure Japon                                    | Coulé                  | Aviation                         | Attaqué du 24 au 28 juillet 1945, durant le bombardement de Kure par les avions des porte-avions USS Essex, USS Ticonderoga, USS Randolph, USS Hancock, USS Bennington, USS Monterey et USS Bataan il coule en eau peu profonde à Nasake-jima (ja) dans les îles Bōyo, au sud de Kure. |